# Prekognice

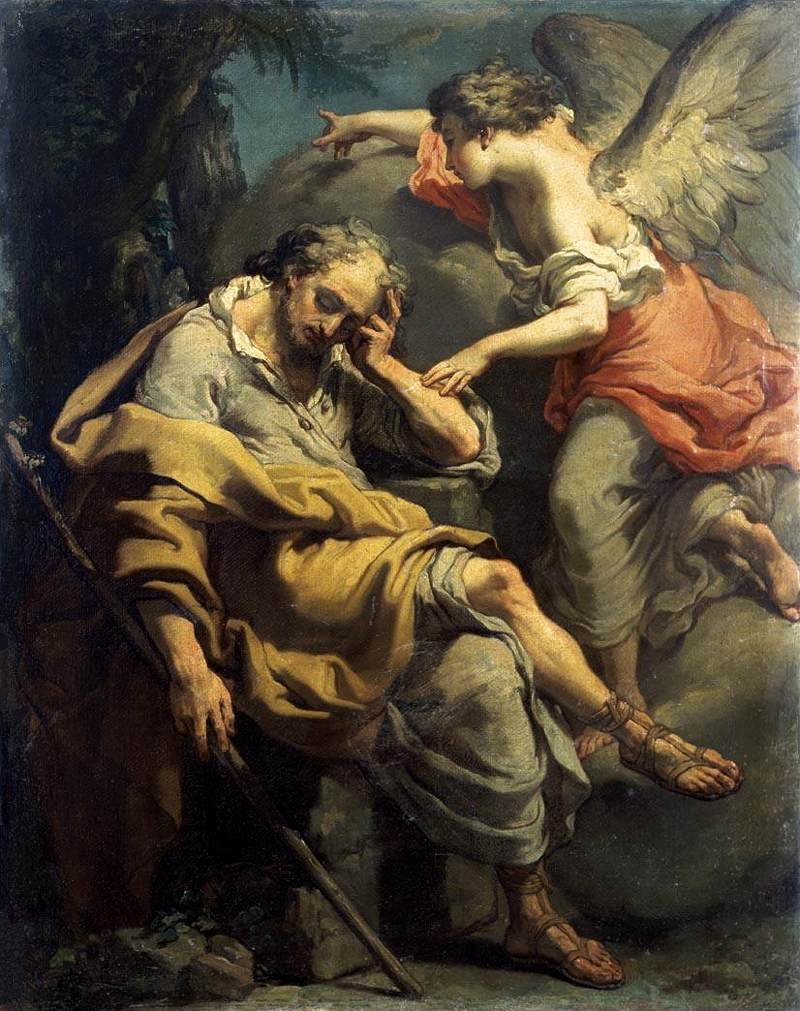
Josefův sen, obraz Gaetana Gandolfiho (1734-1802), kolem roku 1790. Podle knihy Genesis udělil Bůh Josefovi předvídavost prostřednictvím prorockých snů a schopnost vykládat sny druhých

Prekognice se řadí mezi parapsychologické jevy a znamená předtuchu, předvídání budoucnosti. Člověk neví, že se někde něco stane, ale nějakým záhadným způsobem se to předem dozví, například ve snu nebo v nějaké (většinou) neblahé předtuše. Daná událost se poté většinou stane.

## Psychologické vysvětlení
Psychologie podává dvě vysvětlení prekognitivních zážitků – první se týká individuální prekognice, druhé prekognitivních výzkumů.
První jsou tzv. prekognitivní emoce, které nejsou založeny na kognitivním zhodnocení, ale předcházejí poznání. Pravděpodobnou příčinou je skutečnost, že existují spojení mezi smyslovými orgány a amygdalou, které neprocházejí kortexem. Amygdala je zodpovědná za tvorbu emocí, kdežto kortex za zvědomění, kognitivní zhodnocení. Emoce tedy vznikne na základě podnětu bez toho, abychom si jej uvědomili.
Druhým vysvětlením je tzv. zásuvkový efekt, ovlivňující většinu parapsychologických výzkumů. Spočívá v tom, že publikovány bývají zpravidla ty výzkumy, které něco prokážou. Ostatní, bez signifikantních výsledků, jsou uloženy do "zásuvky" a nejsou nikdy zveřejněny. Protože psychologické výzkumy bývají zpravidla publikovány na 95% hladině pravděpodobnosti (pravděpodobnost, že nalezený výsledek je skutečný a není způsobený chybou měření či něčím jiným), je evidentní, že na 19 výzkumů bez objevu připadne jeden výzkum s objevem. Tak jsou ovlivněny například prekognitivní sny, předvídání výhry v loterii aj. – člověk má ve snu tušení často, a to se čas od času pravděpodobně splní.
Svou roli zde hraje výběrové nebo konfirmační zkreslení.

## Prekog
Ve sci-fi či parapsychologické literatuře, filmu apod. se objevuje výraz prekog, odvozené od slova prekognice. Prekog je osoba, která dokáže předvídat budoucnost, jde o synonymum jasnovidce. Toto slovo se například vyskytuje v románech Philip K. Dicka (Minority Report), kde je zařazuje do skupiny psioniků, mezi které patří také psychokinetici a telepati.